# Station Gozdów
Station Gozdów is een spoorwegstation in de Poolse plaats Gozdów.